# Valbona Zeneli
Valbona Zeneli – albańska ekonomistka i publicystka, doktor nauk ekonomicznych.

## Życiorys
Ukończyła studia licencjackie z administracji na Uniwersytecie w Bolonii, następnie odbyła studia podyplomowe z zakresu marketingu międzynarodowego na Uniwersytecie Georgetown, ukończyła także studia doktorskie z zakresu międzynarodowej polityki ekonomicznej na Uniwersytecie w Bari.
Pełni funkcję dyrektora programu Black Sea Eurasia w Europejskim Centrum Studiów nad Bezpieczeństwem im. George'a Marshalla, gdzie pracuje jako profesor studiów nad bezpieczeństwem.
Poza ojczystym językiem albańskim deklaruje także znajomość języka angielskiego, włoskiego i niemieckiego.

## Publikacje
- A New Bold Vision for Europe[4]
- Chinese Influence in the Western Balkans and Its Impact on the Region’s European Union Integration Process[4]
- Was ist zu tun? Der Krieg, der Westbalkan und die EU[4]
- What is to be done? The war, the Western Balkans and the EU[4]
- TTIP’s Effects on the Global Economy (2014)[2]
- Why is China So Interested in Central and Eastern Europe? (2014)[2]
- Women’s Rights Are Human Rights (2014)[2]
- The Greek Dilemma (2015)[2]
- Western Balkans: Stalled on Europe’s Edge (2015)[2]
- Refugees: EU Victimizing Balkans? (2016)[2]
- As Romania Battles Corruption (2017)[2]
- Migration, Brain Drain and the Western Balkans (2017)[2]
- The EU and the Balkans: Parallel Lives Forever? (2017)[2]
- Western Balkans: Looking From the Outside In (2017)[2]
- Western Balkans: The Young and Talented Leave (2017)[2]
- A European Future for the Balkans? Detoured Yet Again? (2018)[2]
- Macedonia’s Make or Break Deal? (2018)
- China in the Balkans (2019)[2]
- North Macedonia: Progress in the Age of Nationalism (2019)[2]
- Western Balkans: Europe’s Front Yard (2019)[2]
- Coronavirus: A True Stresstest for Globalization (2020)[2]
- Italy: No Political Crisis, But an Economic One (2021)[2]
- China’s Comprehensive Exploitation of Europe’s Western Balkans Flank (2022)[4]